# Dinotopia : À la recherche de la roche solaire
Pour les articles homonymes, voir Dinotopia.
Pour plus de détails, voir Fiche technique et Distribution.
Dinotopia : À la recherche de la pierre solaire (Dinotopia: Quest for the Ruby Sunstone) est un film d'animation américain de 2006 réalisé par Davis Doi et basé sur la fiction Dinotopia.

## Synopsis
Kex Bradley, un orphelin de douze ans, part dans un canot de sauvetage à la découverte du monde. Il arrive sur l'île de Dinotopia où il rencontre 26, un dinosaure avec qui il devient ami. De plus, sur cette île, il n'y a aucune technologie moderne.

## Fiche technique
- Réalisation : Davis Doi
- Scénario : James Gurney et Sean Roche
- Production : Robert Winthrop
- Musique originale : Mark Watters
- Montage : Scott Arundale et Bruce Cathcart
- Producteur : Steven Squillante et Robert Winthrop
- Langue : Anglais

## Distribution

### Voix originales
- Alec Medlock : Kex Bradley
- Alyssa Milano : 26
- Malcolm McDowell : Ogthar
- Masasa Moyo : Shanise
- Jamie Kennedy : Spazz
- Kathy Griffin : Rhoga
- Wayne Knight : Thudd
- Michael Clarke Duncan : Stinktooth
- George Segal : Albagon
- Diedrich Bader : John
- Tara Strong : Mara
- Gregg Berger : Skybax
- Kimberly Brooks : Skybax (femelle)
- Maya Reynolds : la reine Malinda
- Alan Shearman : Mayor
- Rollin Woodford : Calvin

### Voix françaises
- Aurélien Ringelheim : Max Bradley (en VF)
- Patrick Donnay : John